# 2019-es Copa América (döntő)
A 2019-es Copa América döntőjét a Maracanã Stadionban rendezték Rio de Janeiróban, 2019. július 7-én. A mérkőzésen a torna házigazdája, Brazília és az 1975 óta először döntőbe jutó Peru lépett pályára.
A találkozót 3–1-re Brazília nyerte meg, ezzel története kilencedik tornagyőzelmét szerezve.

## Út a döntőbe
| Brazília              | Brazília              | Forduló                  | Peru               | Peru                  |
| --------------------- | --------------------- | ------------------------ | ------------------ | --------------------- |
| Ellenfél              | Végeredmény           | Csoportkör               | Ellenfél           | Végeredmény           |
| Bolívia               | 3–0                   | 1. forduló               | Venezuela          | 0–0                   |
| Venezuela             | 0–0                   | 2. forduló               | Bolívia            | 3–1                   |
| PER                   | 5–0                   | 3. forduló               | Brazília           | 0–5                   |
| Az A-csoport győztese | Az A-csoport győztese | Helyezés                 | A-csoport, 3. hely | A-csoport, 3. hely    |
| Ellenfél              | Végeredmény           | Egyenes kieséses szakasz | Ellenfél           | Végeredmény           |
| Paraguay              | 0–0 (büntetőkkel 4–3) | Negyeddöntő              | Uruguay            | 0–0 (büntetőkkel 5–4) |
| Argentína             | 2–0                   | Elődöntő                 | Chile              | 3–0                   |

## A mérkőzés
| 2019. július 7. 17:00 (22:00) |

| Brazília                                                   | 3–1               | Peru                    |
| ---------------------------------------------------------- | ----------------- | ----------------------- |
| Everton 15' Gabriel Jesus 45+3' Richarlison 90' (11-esből) | (2–1) Jegyzőkönyv | Guerrero 44' (11-esből) |

| Maracanã Stadion, Rio de Janeiro Játékvezető: Roberto Tobar (chilei) |

| Brazil | Peru |

| GK                   | 1  | Alisson Becker    |          |       |
| RB                   | 13 | Dani Alves (c)    |          |       |
| CB                   | 4  | Marquinhos        |          |       |
| CB                   | 2  | Thiago Silva      | 53'      |       |
| LB                   | 12 | Alex Sandro       |          |       |
| CM                   | 8  | Arthur            |          |       |
| CM                   | 5  | Casemiro          |          |       |
| RW                   | 9  | Gabriel Jesus     | 30′, 70′ |       |
| AM                   | 11 | Philippe Coutinho |          | 77'   |
| LW                   | 19 | Everton           |          | 90+3' |
| CF                   | 20 | Roberto Firmino   |          | 75'   |
| Cserék:              |    |                   |          |       |
| FW                   | 21 | Richarlison       | 90+1'    | 75'   |
| DF                   | 14 | Éder Militão      |          | 77'   |
| MF                   | 15 | Allan             |          | 90+3' |
| Szövetségi kapitány: |    |                   |          |       |
| Tite                 |    |                   |          |       |

| GK                   | 1  | Pedro Gallese       |     |     |
| RB                   | 17 | Luis Advíncula      | 84' |     |
| CB                   | 15 | Carlos Zambrano     | 68' |     |
| CB                   | 2  | Luis Abram          |     |     |
| LB                   | 6  | Miguel Trauco       |     |     |
| CM                   | 13 | Renato Tapia        | 49' | 82' |
| CM                   | 19 | Yoshimar Yotún      |     | 78' |
| RW                   | 20 | Edison Flores       |     |     |
| AM                   | 8  | Christian Cueva     |     |     |
| LW                   | 18 | André Carrillo      |     | 86' |
| CF                   | 9  | Paolo Guerrero (c)  |     |     |
| Cserék:              |    |                     |     |     |
| FW                   | 11 | Raúl Ruidíaz        |     | 78' |
| MF                   | 23 | Christofer Gonzáles |     | 82' |
| FW                   | 14 | Andy Polo           |     | 86' |
| Szövetségi kapitány: |    |                     |     |     |
| Ricardo Gareca       |    |                     |     |     |

| A mérkőzés legjobbja: Everton (Brazil) Asszisztensek: Christian Schiemann (chilei) Claudio Ríos (chilei) Negyedik játékvezető: Alexis Herrera (venezuelai) Videóbíró: Julio Bascuñán (chilei) A videóbíró asszisztense: Nicolás Gallo (kolumbia) Alexander Guzmán (kolumbia) | Szabályok - 90 perc játékidő. - 30 perc hosszabbítás döntetlen esetén. - Amennyiben ekkor sincs döntés, akkor büntetőrúgások következnek. - Maximum tizenkét nevezhető cserejátékos. - Maximum három csere lehetséges, amennyiben hosszabbításra kerül sor, plusz egy játékos becserlhető. |